# Robert Bourgon
Robert Ovide Bourgon (ur. 10 marca 1956 w Sudbury) – kanadyjski duchowny katolicki, biskup Hearst w latach 2016–2018, w latach 2018–2020 biskup Hearst–Moosonee.

## Życiorys
Święcenia kapłańskie otrzymał 8 maja 1981 i został inkardynowany do diecezji Sault Sainte Marie. Pracował głównie jako duszpasterz parafialny, był także m.in. wikariuszem sądowym, wikariuszem biskupim, kanclerzem kurii oraz wikariuszem generalnym diecezji.
2 lutego 2016 papież Franciszek mianował go ordynariuszem diecezji Hearst oraz administratorem apostolskim diecezji Moosonee (w 2018 włączonej do diecezji Hearst). Sakry udzielił mu 25 kwietnia 2016 metropolita Ottawy – arcybiskup Terrence Prendergast.
29 listopada 2020 papież Franciszek przyjął jego rezygnację z pełnionej funkcji.